# Арузиан Месий
Вижте пояснителната страница за други личности с името Месий.
Арузиан Месий (на латински: Arusianus Messius; fl. 395) e римски граматик и писател от 4 век.
Произлиза от издигната фамилия. Пише произведението Exempla elocutionum („Примери на стил“), посветено на братята консули през 395 г. Олибрий и Пробин. Това произведение служи като помощен материал за уроците по реторика и е изполлзвано по-късно от Касиодор. В него се намират и „Историите“ на Салустий.